# Sibah
Silvia Velarde Pereyra, más conocida por su nombre artístico Sibah (La Paz, 25 de septiembre de 1970), es una cantautora boliviana de los géneros blues y rock and roll.

## Carrera
Inició su carrera artística en 1994, y en 2006 comenzó su participación con el quinteto a capela Vozabierta. El quinteto fue creado en 2006 y cuenta con la participación de Mercedes Campos Villanueva,  María Teresa Dal Pero, Julia Peredo Guzmán y Mariana Requena Oroza.
Asimismo, es parte de los colectivos femeninos bolivianos "Intervención poética a la música", que busca impulsar el diálogo entre la poesía y la música, y el movimiento "Nosotras somos", que propone un intercambio y reapropiación de composiciones de mujeres en Bolivia. En 2016, participó en un recital auspiciado por ONU Mujeres para la campaña HeForShe. Igualmente, ha participado en el Festijazz de la ciudad de La Paz.  
Sibah también brinda talleres sobre técnica vocal en el territorio boliviano y es la representante en Bolivia del método desarrollado en México por el investigador de la voz John Loza M, quien fuera su maestro de voz.
Estudió administración de empresas, cuenta con un diplomado en filosofía política y ha desarrollado trabajos en cooperación al desarrollo.

## Obra
Cuenta con tres CD de su autoría (más un EP) y otros dos junto a Vozabierta. Sus discos independientes son:
- Con un poquito, 2005
- In.Tenso, 2013
- DesIgual, 2015
- A mi nome, 2019

## Premios y distinciones
- Premio Plurinacional Eduardo Abaroa por Mejor Composición en Música Rock, 2012.[15]
- Tercer premio por la Campaña de Prevención del SIDA, 1998.[16]
- Representante de Bolivia elegida por la Red Cultural Mercosur, con la canción “Al Amanecer”, 2010.